# 韦尔 (芒什省)
韦尔（法語：Ver，法語發音：[vɛʁ] ⓘ）是法国芒什省的一个市镇，属于库唐斯区。

## 地理
韦尔（48°53'38"N, 1°23'34"W）面积13.27 平方千米，位于法国诺曼底大区芒什省，该省份为法国西北部沿海省份，西、北、东北三面环大西洋，东起顺时针与卡爾瓦多斯省、奧恩省、马耶讷省和伊勒-维莱讷省接壤。
与韦尔接壤的市镇（或旧市镇、城区）包括：朗格罗讷、塞朗斯、勒洛勒尔、拉默德拉基耶尔、谢讷河畔加夫赖。

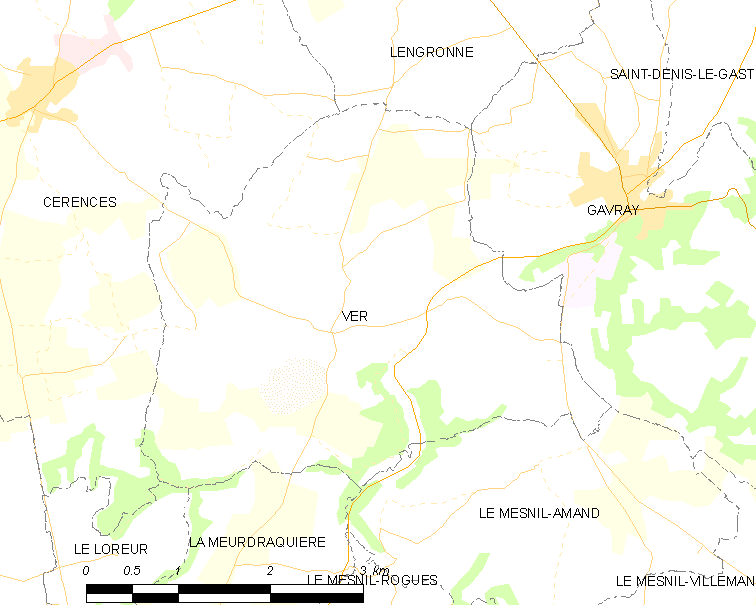
的OSM定位图

韦尔的时区为UTC+01:00、UTC+02:00（夏令时）。

## 行政
韦尔的邮政编码为50450，INSEE市镇编码为50626。

## 政治
韦尔所属的省级选区为谢讷河畔凯特勒维尔县。

## 人口

1962-2008年间人口变化图示

韦尔于2022年1月1日时的人口数量为384人。